# Alva Adams
Alva Adams, född 14 maj 1850 i Iowa County, Wisconsin, död 1 november 1922 i Battle Creek, Michigan, var en amerikansk demokratisk politiker. Han var guvernör i delstaten Colorado 1887–1889, 1897–1899 och från januari till mars 1905.
Adams fick ingen särskilt lång utbildning men han intresserade sig tidigt för böcker. Hans boksamling kom till sist att omfatta över sextusen böcker. Han arbetade först för järnvägsbolaget Denver & Rio Grande Railroad och fortsatte sedan som privat företagare. 36 år gammal tillträdde han för första gången som guvernör i januari 1887. Han efterträddes 1889 av Job Adams Cooper.
Adams tillträdde 1897 på nytt som guvernör och efterträddes 1899 av Charles Thomas. Han tillträdde en tredje gång i januari 1905 men avsattes inom kort av delstatens lagstiftande församling. Valresultatet efter guvernörsvalet 1904 var omtvistat och det fanns oegentligheter på båda sidorna. Delstatens lagstiftande församling kontrollerades av republikanerna som avgjorde att demokraten Adams inte hade rätt att behålla sitt ämbete. Valet 1904 blev känt som det mest korrupta i Colorados historia. Adams lämnade politiken och fortsatte inom näringslivet och var en aktiv frimurare.
Brodern Billy Adams var guvernör i Colorado 1927–1933 och sonen Alva B. Adams var senator för Colorado 1923–1924 samt 1933–1941. Adams County, Colorado har fått sitt namn efter Alva Adams.